# Test chi-kwadrat
Test chi-kwadrat {\displaystyle \left(\chi ^{2}\right)} – każdy test statystyczny, w którym statystyka testowa ma rozkład chi kwadrat. Test chi-kwadrat służy weryfikacji hipotez mówiących o niezależności zmiennych lub zgodności rozkładu z założeniami. Wyróżnia się między innymi test zgodności chi-kwadrat (ang. goodness-of-fit chi-squared test), test chi-kwadrat niezależności (ang. independence) i test jednorodności (ang. homogeneity) chi-kwadrat.

## TestPearsona
W ogólności zachodzi:
{\displaystyle \chi ^{2}=\sum _{i=1}^{n}\left({\frac {O_{i}-E_{i}}{\sigma _{i}}}\right)^{2}}
gdzie:
{\displaystyle O_{i}} – wartość mierzona,
{\displaystyle E_{i}} – wartość teoretyczna (oczekiwana) wynikająca z hipotezy odpowiadająca wartości mierzonej,
{\displaystyle \sigma _{i}} – odchylenie standardowe,
{\displaystyle n} – liczba pomiarów.

### Zliczenia
W szczególności, gdy wartościami są zliczenia, wtedy ich odchylenie standardowe wynosi {\displaystyle {\sqrt {E_{i}}}} i równanie przechodzi na:
{\displaystyle \chi ^{2}=\sum _{i=1}^{n}{\frac {(O_{i}{-}E_{i})^{2}}{E_{i}}}}
Uwagi:
- Przyjmuje się, że wartość {\displaystyle E_{i}} powinna być większa lub równa 5 (spotyka się też 10 – nie ma ścisłego wyprowadzenia minimalnej wielkości).
  - Czasem z tego powodu przy pomiarach wartości dyskretnych łączy się te wartości w jeden przedział (patrz przykład).
- Przy pomiarze wartości ciągłej wartość teoretyczna to całka z rozkładu prawdopodobieństwa po odpowiednim przedziale z którego zliczane były wyniki.

Przykład
Rozpatrzmy rzut pięcioma kośćmi i liczbę wyrzuconych szóstek {\displaystyle k.} Może ona przyjmować wartości 0,1,2,3,4,5, nie widać więc potrzeby dzielenia tych wielkości na przedziały. Rzut został powtórzony 200 razy, wartości teoretyczne dla takiej liczby rzutów przedstawione są w tabeli, w kolumnie {\displaystyle E_{k}.} Widać, że dla {\displaystyle k=4,5} są to wartości bardzo małe, dlatego też należy stworzyć nowe przedziały, tak aby w każdym wartość teoretyczna była większa od 5. Przedstawione jest to w tabeli, oznaczone są one przez {\displaystyle n}
| {\displaystyle k} | {\displaystyle E_{k}} | {\displaystyle n} | {\displaystyle E_{n}} |
| 0                 | 80,4                  | 0                 | 80,4                  |
| 1                 | 80,4                  | 1                 | 80,4                  |
| 2                 | 32,2                  | 2                 | 32,2                  |
| 3                 | 6,4                   | 3                 | 7,0                   |
| 4                 | 0,6                   | 3                 | 7,0                   |
| 5                 | 0,03                  | 3                 | 7,0                   |

Mając dane z rzutów można obliczyć ich zgodność z rozkładem teoretycznym (tutaj jest to rozkład dwumianowy {\displaystyle b_{5,{\frac {1}{6}}}(k)}). W praktyce byłby to test kości na to, jak dobrze jest wyważona.

### Sprawdzanie zależności dwu mierzonych wartości
Mając dwie serie pomiarów {\displaystyle x_{i}} i {\displaystyle y_{i},} a także teoretyczną zależność {\displaystyle y=f(x),} można określić dzięki testowi chi-kwadrat na ile ta zależność pasuje do danych doświadczalnych. Przyjmując, że wartość błędu x jest zaniedbywalna i {\displaystyle \sigma _{i}} jako błąd wartości {\displaystyle y_{i}}
{\displaystyle \chi ^{2}=\sum _{i=1}^{n}\left({\frac {y_{i}-f(x_{i})}{\sigma _{i}}}\right)^{2}.}

### Normalizacja
Wartość zredukowanego testu chi-kwadrat wynosi
{\displaystyle {\widehat {\chi ^{2}}}={\frac {1}{d}}\chi ^{2},}
{\displaystyle d=n-c-1}  – liczba stopni swobody,
gdzie {\displaystyle c} to liczba parametrów modelu teoretycznego szacowanych na podstawie danych pomiarowych. Może to być np. średnia, dyspersja, parametr funkcji {\displaystyle f(x)} czy całkowita liczba pomiarów. Można udowodnić, że nieznormalizowany test chi-kwadrat ma oczekiwaną wartość {\displaystyle d,} zatem test unormowany powinien wynosić 1. Widać także, że liczba pomiarów powinna być większa od liczby szacowanych parametrów. Okazuje się, że za pomocą testu chi-kwadrat można potwierdzić każdą teorię o dostatecznie dużej liczbie parametrów.
W poprzednim przykładzie, aby obliczyć wartość oczekiwaną należy pomnożyć rozkład przez liczbę rzutów, przyjąć {\displaystyle c=0} (nie szacujemy żadnych parametrów modelu); wtedy {\displaystyle d=4-0-1=3.}

### Interpretacja
Otrzymaną wartość znormalizowanego testu ocenia się za pomocą rozkładu chi kwadrat. Polega to na obliczeniu prawdopodobieństwa otrzymania wartości testu równej lub większej, niż otrzymanej przez nas. Ponieważ takie obliczenia są dość skomplikowane, najczęściej korzysta się z danych zamieszczonych w odpowiednich tablicach.
Mając odpowiednie prawdopodobieństwo, należy określić jego najmniejszą wartość, dla której jesteśmy w stanie zaakceptować hipotezę jako prawdę. Przyjmuje się te wartości różnie. Okazuje się, że zbyt duże prawdopodobieństwo także świadczy o złym wyniku (lub o wyniku nieuczciwym). Wynika to z faktu, że dane podlegają pewnemu rozkładowi, więc bardzo mało prawdopodobne jest, aby wszystkie otrzymane wyniki tak dobrze pasowały do modelu teoretycznego.

## Zastosowania
Test {\displaystyle \chi ^{2}} jest najważniejszym testem nieparametrycznym. Znajduje zastosowania w rachunku błędu pomiarowego w naukach przyrodniczych, technicznych i naukach społecznych. Jest to jeden z najczęściej stosowanych w naukach społecznych testów istotności statystycznej.